# 요시다 도모키
요시다 도모키(일본어: 吉田 知樹, 1998년 2월 13일~)는 일본의 축구 선수이다.

## 구단 경력
그는 2016년 일본 지역 리그의 이와키 FC에 입단했다. 2020년부터 일본 풋볼 리그로 승격했다. 2021년 일본 풋볼 리그의 고치 유나이티드 SC로 임대 이적했다. 2022년 J3리그의 이와키 FC로 복귀했다. 2023년 고치 유나이티드 SC로 이적했다. 2024년 일본 풋볼 리그 준우승으로 J3리그로 승격했다.